# 제주교도소
제주교도소(濟州矯導所, Jeju Correctional Institution)는 대한민국의 교도소이다. 제주특별자치도 제주시 정실동길 51에 위치하고 있다.
교도소장은 교정서기관으로 보한다.

## 연혁
- 1971년 10월 22일: 개소

## 조직
소장
- 총무과
- 보안과
- 출정과
- 직업훈련과
- 사회복귀과
- 복지과
- 의료과